# Laurent Contamin
Laurent Contamin est un homme de théâtre français : auteur, il a publié une trentaine de pièces de théâtre, quelques nouvelles, essais et poésies. Il a aussi écrit pour la radio, le cirque, le théâtre de rue. Une partie de son répertoire est consacrée au jeune public et à la marionnette. Également metteur en scène, comédien et marionnettiste, il a été artiste associé et assistant à la direction artistique du Théâtre Jeune Public de Strasbourg, Centre Dramatique National d'Alsace, de 2002 à 2006. Il est, depuis, associé en tant que dramaturge à des partenaires culturels, territoriaux ou éducatifs, dans le cadre de résidences artistiques. Il a présidé la Commission de Contrôle du Budget de la SACD et est élu en 2011 à la présidence des Écrivains Associés du Théâtre.

## Auteur

### Théâtre et radio
- Et qu’on les asseye au Rang des Princes – mise en ondes Jean-Mathieu Zahnd, France Culture 2001
- La Merveilleuse Épice de Tachawani – mise en ondes Claude Guerre, France Culture 2002
- Chambre à Air suivi de Fasse le Ciel que nous devenions des Enfants (avec Grégoire Callies) – Éditions du Théâtre Jeune Public de Strasbourg 2003 - mises en scène Grégoire Callies, TJP Strasbourg - Delphine Lalizout 2017, Cie Demain on déménage - Lorena Felei 2018, Cie Souffle 14
- La Note blanche – mise en ondes Jean-Mathieu Zahnd, France Culture 2003 - répertoire Aneth
- Fêtards ! et Précaires ! - mises en scène d'Olivier David, Compagnie Fond de Scène[5], et d'Hélène Hamon, TJP Strasbourg
- Dédicace – Éditions L’Harmattan 2004 - mise en scène Olivier David, mise en ondes Jean-Mathieu Zahnd, France Culture 1999
- Chambre Noire – Éditions Lansman 2006
- Le Jardin - mise en ondes Michel Sidoroff, France Culture 2007 - mises en scène Lorena Felei, Elena Bosco, Laure Gouget - Éditions D'Ici et d'ailleurs 2018
- La Cigalière - Éditions Le Jardin d'Essai 2008 - mise en scène Michelle Even, Théâtre de la Marelle
- Tobie - Éditions Lansman, 2008 - mise en ondes Jean-Mathieu Zahnd, France Culture 2009 - mise en scène Sabine Pernette, La Marotte 2012
- Les Veilleurs de Jour -  Éditions du Bonhomme vert[6] 2009 - mise en scène Laurent Contamin, TJP Strasbourg
- A la poursuite du Vent - mise en scène Laurent Contamin, Compagnie Rouge Eléa[7]
- Travail temporaire - mise en scène Sophie Ottinger, Compagnie En Verre et Contre Tout
- Tant de Neige - mise en ondes Michel Sidoroff, France Inter 2009 - mise en mouvement Thierry Thieû Niang
- Une petite Orestie - Éditions Lansman 2009 - Éditions L'Agapante & Cie[8] 2016
- Devenir le Ciel - répertoire Aneth - mise en scène Claire Fretel, Collectif MONA
- Noces de Papier - Éditions Lansman 2009 - mise en scène Olivier David[9]
- Un Loup pour l'Homme ? - Éditions Art&Comédie 2011 - mises en scène Olivier David, Hélène Hamon, Didier Lelong, Gil Bourasseau et Cécile Tournesol
- A Vau l'Eau - mise en ondes Marie-Laure Ciboulet et Laurent Contamin, Atelier de Création Radiophonique France Culture 2011
- Babel ma belle - Éditions L'Agapante & Cie 2011 - mise en ondes Juliette Heymann, France Culture 2010
- Sweet Summer Sweat suivi de L'Autre Chemin - Éditions Théâtrales[10] 2011 - mise en scène Claire Boyé, Boss Kapok 2013
- Léon l'Enfant Noël - mise en scène Lorena Felei, Compagnie du Souffle 14[11], 2012
- Le Rendez-vous de Tulle - Éditions Librairie Théâtrale 2012
- Corps et Biens - mise en scène Delphine Biard-Gobard, Le Troupeau dans le Crâne[12] 2013
- La petite Odyssée tome 1 (avec Grégoire Callies) - Éditions du Cerisier[13] 2013 - mise en scène Grégoire Callies, TJP Strasbourg 2006
- Hérodiade – Éditions L'Harmattan 2014, Ragage 2007 - répertoire Aneth - mise en scène Urszula Mikos, Le Proscénium
- Tête de Linotte - Editions L'École des loisirs 2016 - mise en scène Patrick Simon, Groupe 3.5.81, 2014
- Être (ou ne pas être, etc.) - Éditions L'Agapante & Cie 2014
- Sténopé – Éditions L'Harmattan 2015, Ragage 2008 - répertoire Aneth - mise en ondes Myron Meerson, France Culture 2001
- En attendant le père Noël –  Éditions Lansman 2015 - mise en scène Olivier David et Jean-Pierre Cliquet, Ermont 2015
- Parade nuptiale - Éditions Art&Comédie 2015 – mises en scène Séverine Lafforgue, Céline Crillon
- Lisolo – Éditions Lansman 2015 – mises en scène Gilbert Meyer 2004, Olivier David 2013 - mise en onde Nicole Marmet, RTBF / La première[14] 2017
- La petite Marchande d'Histoires vraies – Éditions Christophe Chomant 2015 – mise en scène Didier Perrier, L'Echappée 2016
- Un Verger pour Mémoire – Éditions Lansman 2016 - mise en scène Thomas Ress, Illzach 2016
- L'Air du Temps – Editions Christophe Chomant 2017
- Nicolette et Aucassin, histoire d'amour (en mieux) – mise en scène Joanna Bassi, L'Atelier mobile 2018
- Au Jour naissant – Editions L'École des loisirs 2019
- Tant que nos cœurs flamboient – Editions Christophe Chomant 2019 – mise en scène Laurent Contamin, Lisieux 2020
- Veillée d'Armes – Editions Lansman, 2021 - mise en espace Claude Minier, ACTIF - mise en ondes Jean-Mathieu Zahnd, France Culture 2011
- Cantique aquatique – mise en scène Marja Nykanen, Festival Mondial du Théâtre de Marionnettes de Charleville-Mézières 2021
- Le Soleil de Moses – Editions les Cygnes, 2021
- Le Parfum d'Edmond – Editions Zébulo, 2021 – mise en scène Bénédicte Guichardon, Cie Baba Sifon
- A bon Port – Editions les Cygnes, 2023
- Dans la Forêt lointaine... – Editions L'Harmattan, 2024
- Actéon (que le vent n'oublie pas) – mise en scène Laurent Contamin, Paris 2024
- Plus loin que l'Horizon – Editions les Cygnes, 2024

### Nouvelles et poésie
- Lilou les Oiseaux – Editions du Sabot rouge[15], 2023
- Les Murmures de Haute-Claire – Editions du Sabot rouge, 2020
- Contes botaniques – Editions D'Ici et d'Ailleurs, 2020
- En attendant Dersou – FL Éditions[16] 2017
- Cent Haïkus pour le Climat - Éditions du Cygne, 2017
- Partage des Eaux – Éditions Eclats d’Encre 2012
- Il est interdit aux poissons de grignoter les pieds des tortues - Éditions Le Jardin d'Essai 2010 - Ré-édition D'Ici et d'ailleurs 2019
- Carnets extimes – Éditions Eclats d’Encre 2010
- Les Éoliens – in "Jardins de Paris", Le Jardin d'Essai 2010
- Brèches – Éditions Eclats d’Encre 2001
- Revues Triages[17] no 18 – Voix d’Encre no 34 – Brèves littéraires no 67 - Pyro no 15, no 23, no 24 et no 26-27.

### Essais
- À côté, là où silencieusement ça prend corps – Vives Lettres no 15 (Espaces textuels espaces scéniques), Université Marc Bloch de Strasbourg, 2004.
- La marionnette de A à Z, Provocations marionnettiques – Éditions du Théâtre Jeune Public de Strasbourg 2004
- Marionnettes d’Artistes – catalogue d’exposition – Institut International de la Marionnette, Musée de l’Ardenne, Charleville-Mézières, 2004 – traduit en allemand pour double 3/2004
- Ca bricole sec dans la Matrice ! - Préface à un roman d’André de Baecque, Ragage 2006
- Merveilleuse marionnette ? - Manip[18] no 16 2008
- Écoute les Hommes couler - Avant-propos à deux pièces de Natacha de Pontcharra, Quartett 2010
- Écrire du Théâtre pour être joué par des Jeunes - Promotion-Théâtre, Lansman 2011
- Des Feux venus du Ciel - La Comtesse de Ségur et nous - Le Jardin d'Essai 2012
- Ratures, Flèches et Collages - Revue Va ! Rouge 2016
- Voir, danser, naître : la matière-seuil - Catalogue exposition Vladimir Zbynovsky - Editions Galerie Capazza 2019

### Ateliers
- Ateliers d’écriture et/ou de théâtre[19] en milieu scolaire et universitaire, pour des bibliothèques, des maisons d'arrêt, des missions locales, des conservatoires, des compagnies de théâtre, des entreprises, des associations, des hôpitaux, des cabinets de conseil...

## Théâtre

### Metteur en scène
- Actéon (que le vent n'oublie pas) – Création à Paris, novembre 2024
- Pour un oui ou pour un non (Nathalie Sarraute) – Création à Paris, octobre 2023
- Tant que nos cœurs flamboient – Création à Lisieux, janvier 2020
- En pure Perte (d'après Kleist, Rilke, Büchner) – Création à Paris, décembre 2014
- Turbulences et petits Détails (Denise Bonal) – Création à l'Espace Lino Ventura de Garges-les-Gonesse, 2014
- A la Poursuite du Vent  – Création à Issoudun le 4 mai 2008 - Compagnie Rouge Eléa
- Les Veilleurs de Jour  – Création au Théâtre des Feuillants de Dijon le 3 février 2005 – TJP Strasbourg, CDN d’Alsace
- Roméo et Juliette (William Shakespeare) – Création au Théâtre Jeune Public de Strasbourg le 3 février 2004 – TJP Strasbourg
- L’Enfant et la Rivière (d’après Henri Bosco) – Création au Théâtre Jeune Public de Strasbourg, le 6 mai 2003 – TJP Strasbourg
- Un Jour, un Loup (d’après Grégoire Solotareff) – Création au TJP Strasbourg en février 2003
- La Peau des Pierres (Dominique Paquet) – avec Grégoire Callies. Création au TJP Strasbourg en mars 2002 – TJP Strasbourg
- L’Avion et ses Poètes (d’après Paul Claudel et Antoine de Saint-Exupéry) – Création aux rencontres claudéliennes de Brangues 2001
- Andrea del Sarto (Alfred de Musset) – Création au Théâtre du Nord-Ouest[20], Paris, 2000
- Juby (d’après Antoine de Saint-Exupéry) – Création au Théâtre Jeune Public de Strasbourg le 13 janvier 2000. TJP Strasbourg. Reprise à Montataire, 2017
- Fragments (Murray Schisgal) – Création à la Balle au Bond, Paris, mai 1995.

### Comédien
- 2020 : Signé Kiko, de  Laurent Contamin, la Faïencerie, Creil
- 2018 : En attendant Dersou, de Laurent Contamin, mise en scène Lorena Felei, Cie du Souffle 14[21], Honfleur
- 2018 : Le jeune Homme Paul, d'après Paul Claudel, mise en scène Lorena Felei, Cie du Souffle 14, Honfleur
- 2016 : Juby, de  Laurent Contamin, le Palace, Montataire
- 2014 : En pure Perte, d'après Rilke, Kleist et Büchner, mise en scène de l'auteur
- 2010 : Les Echelles de nuages, de Dominique Paquet, mise en scène Cécile Tournesol, L'Art mobile
- 2008 : Un Monde épatant, texte et mise en scène Jean-Louis Bourdon, Clermont-Ferrand
- 2006 : Moussos ou la flûte oubliée, de Mukuna Kashala, mise en scène Grégoire Callies, TJP Strasbourg
- 2004 : Chambre à air, de Laurent Contamin et Grégoire Callies, mise en scène Grégoire Callies, TJP Strasbourg
- 2002 : Gaspard Hauser, texte et mise en scène Delphine Crubézy, TJP Strasbourg
- 2001 : De But en blanc, chorégraphie de Thierry Thieû Niang, Théâtre d'Evreux
- 2000 : Othello, de Shakespeare, mise en scène Grégoire Callies, TJP Strasbourg
- 1999 : Juby, de Laurent Contamin, TJP Strasbourg
- 1998 : Misschien Wisten Zij Alles, de Toon Telegen, mise en scène Grégoire Callies, Berchem, Belgique
- 1998 : Dans la solitude des champs de coton, de Bernard-Marie Koltès, mise en scène Isabelle Paquet, Théâtre des Songes, Paris
- 1997 : La Tragédie de l'homme, de Imre Madach, mise en scène Grégoire Callies, TJP Strasbourg
- 1997 : Jacko, de John Mc Ardle, mise en scène Jean-Pierre Gryson, Théâtre de la Cité internationale, Paris
- 1996 : L'Elisir d'Amore, de Donizetti, Dorset Opera, Angleterre
- 1996 : Le Jeune homme Paul, d’après Paul Claudel, mise en scène André de Baecque, Akteon, Paris
- 1995 : Pierre et le loup, de Prokofiev, direction Andrée-Claude Brayer, L’Apostrophe, Cergy-Pontoise
- 1995 : Britanicus, de Racine, mise en scène Lorena Felei, Espace Jemmapes, Paris
- 1993 : L'Invitation au château, de Jean Anouilh, mise en scène Frédéric Vergnaud, Théâtre Trévise, Paris

## Filmographie
- 2018 : Le Vide-grenier de Claire Darling, de Julie Bertuccelli
- 2012 : Radiation / Le Médecin dupé, de Grégoire Saint-Pierre
- 2010 : Switch, de Frédéric Schoendorffer
- 2009 : Hors la Loi, de Rachid Bouchareb
- 2008 : Clara, une Passion française, de Sébastien Grall
- 2002 : Bien au-delà, de Lewis Eizykman
- 1999 : La Vache et le Président, de Philippe Muyl
- 1997 : Misère des Crieurs de Cornouaille, de Brice Reveney

## Doublage
- 2021 : Restart the Earth : le porte-parole [Qui ?]

## Distinctions
- Prix d'écriture théâtrale de la presqu'île de Guérande, Le Jardin d'Arlequin 2023
- Lauréat Prix EAT (Ecrivains Associés du Théâtre) Jeunesse 2021
- Lauréat Prix Kamari 2021
- Lauréat Prix des Lecteurs de Théâtre du Cher 2021
- Lauréat inédiThéâtre, Postures[22], 2016
- Lauréat des Journées de Lyon des Auteurs de Théâtre 2011
- Lauréat Fonds SACD[23] Théâtre 2011
- Lauréat Du Côté des Ondes RTBF 2009
- Lauréat Québec 2008 : "Théâtre jeune Public / des voix, des mots"
- Bourse découverte du Centre national du livre 2006
- Prix Nouveau Talent Radio SACD 2005
- Aide à la création CNT/DMDTS[24] en 2004 et en 2008
- Lauréat de l’Office Franco-québécois de la Jeunesse[25] en 2003
- Lauréat En Quête d’Auteurs 2002 CulturesFrance / Beaumarchais[26]
- Lauréat meilleur auteur Radiophonies 2002
- Aide d’encouragement à l’écriture CNT/DMDTS en 2001
- Boursier Beaumarchais en 2001